# Phryxe libera
Phryxe libera là một loài ruồi trong họ Tachinidae.